# 奥氏越南姬蛙
奥氏越南姬蛙（学名：Vietnamophryne orlovi），一种分布于越南高平省和中国云南省屏边苗族自治县大围山国家级自然保护区等地的两栖动物，隶属于姬蛙科越南姬蛙属。模式产地为越南高平省 Phia Oac – Phia Den 国家公园。拉丁种加词源自俄罗斯两栖爬行动物学家尼古拉·柳恰诺维奇·奥尔洛夫的姓氏。

## 鉴别特征
奥氏越南姬蛙体型小而肥硕；头长大于头宽；鼻相对较长，背视和侧视呈圆形；吻长大于眼径；眼中等大小，眼径/头体长（EL/SVL）为11.6%，鼻眼距（NEL）为头体长（SVL）的12.7%；鼓膜相对较小，圆形，与眼完全分离；指、趾端吸盘为圆形，在第1-4指、第1、2趾端不膨大，第3、4趾端微弱扩展；第1指发育良好，长度为第2指的一半，相对指序：Ⅰ<Ⅳ<Ⅱ<Ⅲ，相对趾序Ⅰ<Ⅱ<Ⅴ<Ⅲ<Ⅳ；趾和指的关节下瘤均不明显；无外跖突，内跖突小，圆形；腹面皮肤完全光滑，背部和侧面皮肤前部光滑，后部略粗糙，后肢背面和背部后部散布小而偏平的疣粒；背中脊肤棱明显，仅在背部和头部中线处可见；背部呈红棕色，后部疣粒白色；头部侧面深棕色，具白色斑点；腹部为柠檬黄色，具棕色暗纹。